# Chybové hlášení

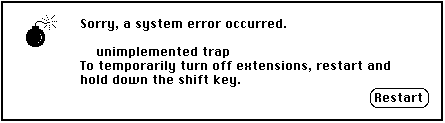
Dialogové okno s chybovým hlášením v operačním systému System 7

Chybové hlášení neboli chybová hláška je způsob, kterým počítač, počítačový program nebo jiné podobné technické zařízení oznamuje uživateli, že došlo k závadě. V rámci moderních osobních počítačů bývá chybové hlášení zobrazeno v rámci grafického uživatelského rozhraní jako text ve vlastním dialogovém okně, podobně bývá chybové hlášení graficky zobrazováno i na chytrých telefonech. Chyba v rámci protokolu HTTP je webovým prohlížečem obvykle zobrazována jako zvláštní druh webové stránky a chybové hlášení formátované do podoby zvláštní webové stránky uživateli posílají webovému prohlížeči také webové servery. V rámci programů příkazového řádku bývá běžný výpis chyby do standardního chybového výstupu.
Správný návrh a podoba chybových hlášení je důležitou podmínkou použitelnosti daného uživatelského rozhraní a spadá do oboru výzkumu interakce mezi člověkem a počítačem. Dalším důležitým aspektem při návrhu chybových hlášení je počítačová bezpečnost, aby příliš podrobné chybové hlášení nepředstavovalo postranní kanál.
Některá konkrétní chybová hlášení a některé typy oznamování chyb se staly známé například svou četností nebo nesrozumitelností, například:
- modrá obrazovka smrti – standardní způsob zobrazování kritických chybových hlášení v operačním systému Microsoft Windows
- kernel panic – standardní označení kritické chyby operačního systému a proto i uvození patřičného chybového hlášení ve světě UNIXů a UN*Xů
- PC LOAD LETTER – chybové hlášení tiskáren HP LaserJet, které bylo zejména pro evropské uživatele silně matoucí